# Tigru auriu
Tigrul auriu este o variație de tigru. Este chiar mai rară ca tigrul alb, în prezent mai existând doar 30 de exemplare care trăiesc numai în captivitate. Culoarea blănii este dată de o genă recesivă.